# Битка код Данџинеса
Холандски адмирал Мартен Тромп испловио је 1. децембра 1652. г. на челу флоте од 80 већих и неколико мањих ратних бродова и брандера да заштити преко 300 трговачких бродова, који су кроз Ламанш упућени у прекоморске земље, и прихвати око 250 трговачких бродова који су се прикупили код Ил де Реа, у Бискајском заливу, на повратку са робом у домовину.
Пошто је упловио у Доверска врата, адмирал Тромп је примио обавештење да се енглеска ратна флота спрема да исплови. Оценивши да би дошао у незгодан положај прихватајући битку са баластом од толико много трговачких бродова, одмах је оставио конвој у близини фламанске обале, а са ратним бродовима је отпловио ка Даунсу, где је 9. децембра изненадио енглеску флоту од око 40 ратних и наоружаних трговачких бродова под командом адмирала Роберта Блејка. Тако мали број енглеских ратних бродова у домаћим лукама био је последица поменуте погрешне процене Оливера Кромвела након битке код битке код Кентиш Нока. Енглези су подигли сидра и за Холанђанима кренули ка југу, али због јаког зимског невремена и високих таласа до битке није дошло. У предвечерје су се Енглези усидрили испред Довера а Холанђани у њиховој заветрини.
Сутрадан, 10. децембра ујутру обе флоте су продужиле паралелно уз обалу. Притешњен између Довера и обале, Блејк је око 13:00 часова кренуо у напад. На челу енглеске флоте пловио је познати заставни брод адмирала Блејка „Тријумф“ (енгл. Triumph). Битка се одмах развила у артиљеријске двобоје са најмањих одстојања и абордажне бојеве. Свесни да су слабији, Енглези су одлучили да нападну холандски адмиралски брод „Бредероде“ и тако обезглаве холандску флоту. На овај брод су одмах насрнула два енглеска брода у покушају да га што више оштете и јуришем заузму његову палубу. Брод који је у поретку био поред брода „Бредероде“ је то примитео и одмах му је појурио у помоћ. У том тренутку се све мења. Уместо да Енглези јуришем заузму холандски адмиралски брод, на јуриш су била заузета њихова два брода. Тако је на самом почетку битке енглеска ескадра изгубила два брода. Битка се наставила пуном жестином при чему се испољила бројчана надмоћ Холанђана, утолико више што је неколико бродова енглеске заштитнице, вероватно под утицајем ројалиста, напустило бојиште.
До мрака Холанђани су изгубили један а Енглези укупно пет бродова. Блејк се по мраку повукао према ушћу Темзе, а Холанђани га нису гонили, пропустивши да искористе своју победу до краја. Тромп се неколико дана задржао код Данџнеса, поправљајући своје и хватајући енглеске трговачке бродове, а потом је прихватио своје трговачке бродове из Бискајског залива и спровео их кроз Ламанш.

## Последице битке
Адмирал Тромп, враћајући се у Холандију са поменутим конвојем и знајући да има поптпуну превласт на мору, наредио је да се на јарболе његове ескадре поставе метле. Тиме је желео да покаже да је очистио поморске путеве и помео непријатељске бродове. Та духовита досетка имала је велики утицај на морал бродова и лука, па је везивање метли постало традиција холандске морнарице.
Победом код Данџнеса Холанђани су за кратко време изборили превласт у Ламаншу. Њени трговачки бродови су пловили без опасноти. То је за Холандију у том тренутку било најважније, јер упркос рату она није смањила своју велику прекоморску трговину, и тако је наставила свој економски процват. Амстердам је и даље остао седиште светске трговине и најјаче банкарско средиште тод доба.
Енглези су после пораза били веома забринути. Одмах су предузели енергичне мере за успостављање борбене снаге флоте. Одустали су од увођења наоружаних трговачких бродова у борбену главнину, и почели да граде велики број ратних бродова. Адмирал Блејк се залагао да Енглеска гради велике бродове, који би услед свох бољег облика боље и брже пловили него широко холандски бродови, и својом надмоћнијом артиљеријом и јачом посадом би били у стању да потуку и противника који је боље навикао на поморску борбу.
Адмирал Блејк је сматрао да је до пораза дошло услед кукавичког држања неколико капетана те је успео да издејствује уредбу по којој убудуће капетани трговачких бродова нису више смели да командују својим бродовима у борби. Тиме је прибавио војничком елементу посебан утицај на све гране службе на ратном броду. Резултат овога била је појава поморских официра од каријере, за командовање ратним бродовима.
Својеврстан уџбеник под именом „The Instruction for the better Ordering of the Fleet in Fighting“ од 29. марта 1653. године чији је један од састављача - поред Монка и Дина - био и адмирал Блејк унео је велики преокрет у историју поморских ратовања. По овом уџбенику требало је градити веће, једнообразне бојне бродове, а флота је требало да постане мања, и прегледнија. Тако би се боље уређена увела у борбу, а у самој борби би се лакше њоме командовало. Уместо бразде борбених група увео је бразду поједних бродова. Сваки брод у њој имао је своје одређено место и није могао сам да изабере свог противника. Међутим, да бразда не би имала слабих тачака, морали су сви бродови да имају подједнаку борбену снагу. Борбена бразда од појединих бродова истовремено је пружала и бољу заштитиу против бродова брандера, који се може сматрати претечом тирпедних чамаца и разарача. Подела флоте на претходницу, главнину и заштитницу и даљу поделу свих ескадра на дивизије задржана је.
Надмоћност енглеске артиљерије додоатно је била појачана тако што је адмирал Блејк посветио нарочиту пажњу обуци целе посаде на топовима. Доста је повећао брзину гађања топова, а за попуну губитака у послузи имао је увек довољно обученог људства. На крају, ватру је концетрисао на непријатељску посаду и трупове противничких бродова, док су Холанђани својој слаијом артиљеријом нису могли да пробију јаке трупове енглеских бродова, па су покушавали да разоре енглеске уређаје за једрење. Међутим, при гоњењу Холанђана, Блејк је наредио да се гађају холандска једра, да би непријатељу онемогућио кретање а поједине заостале бродове заузимао једног по једног. Као прави заповедник поступао је према приликама.
За невероватно кратко време уложени напори су донели резултате. После мање од три месеца Енглеска је опет била у стању да њена флота исплови, а почетком јуна је енглеска морнарица располагала са преко 100 бродова, већином нових или преуређених трговачких и ратних, са новим наоружањем и новом посадом.
Холанђани се нису уљуљкали у својој тренутној надмоћи. Иако нису сретали енглеске борбене бродове на мору, холандски броди су били у пуној приправности. И даље су пловили у конвојима које је стално пратила ратна морнарица.